# Ліпніца
Ліпніца (рум. Lipnița) — село у повіті Констанца в Румунії. Адміністративний центр комуни Ліпніца.
Село розташоване на відстані 125 км на схід від Бухареста, 82 км на захід від Констанци.

## Населення
За даними перепису населення 2002 року у селі проживали 1187 осіб.
Національний склад населення села:
| Національність | Кількість осіб | Відсоток |
| -------------- | -------------- | -------- |
| румуни         | 1129           | 95,1%    |
| турки          | 40             | 3,4%     |
| цигани         | 17             | 1,4%     |

Рідною мовою назвали:
| Мова      | Кількість осіб | Відсоток |
| --------- | -------------- | -------- |
| румунська | 1147           | 96,6%    |
| турецька  | 39             | 3,3%     |